# Komponistenquartier Hamburg
Das Komponistenquartier Hamburg (Eigenschreibweise KomponistenQuartier) ist ein privates Museumsensemble in Hamburg. Es besteht aus dem bereits seit 1971 bestehenden Brahms-Museum, dem Telemann-Museum (eröffnet 2011), dem Carl-Philipp-Emanuel-Bach-Museum und dem Johann-Adolf-Hasse-Museum (beide 2015). Im Mai 2018 kamen die Museen für Fanny und Felix Mendelssohn und Gustav Mahler hinzu.
Die Ausstellungsräume befinden sich in historisch rekonstruierten Bürgerhäusern auf der Südseite der Peterstraße in der Hamburger Neustadt. Die Ausstellungen stellen die Biografien der mit Hamburg verbundenen und für die europäische Musikgeschichte des 18. und 19. Jahrhunderts bedeutsamen Komponisten vor, wollen das historische Musikleben Hamburgs vermitteln und stellen dazu Bezüge zur Stadt- und Zeitgeschichte der Epoche her. Zu den Ausstellungsstücken gehört ein Modell einer barocken Opern-Bühne, Musikinstrumente wie das Tafelklavier, an dem Johannes Brahms unterrichtete, ein Clavichord, dem von Carl Philipp Emanuel Bach bevorzugten Instrument, sowie ein Spinett von Thomas Hitchcock von 1730.
Der gleichnamige Trägerverein wurde von der Carl-Toepfer-Stiftung, der Hochschule für Musik und Theater Hamburg, der Hamburger Telemann-Gesellschaft, der Carl-Philipp-Emanuel-Bach-Gesellschaft zu Hamburg, der Hasse-Gesellschaft Bergedorf, der Fanny und Felix-Mendelssohn-Gesellschaft Hamburg, der Johannes-Brahms-Gesellschaft Hamburg und der Gustav-Mahler-Vereinigung Hamburg initiiert. Schirmherr des KomponistenQuartiers ist der Dirigent Kent Nagano.
Am 16. Dezember 2014 fand eine symbolische Schlüsselübergabe für die neuen Ausstellungsräume statt und am 19. März 2015 wurde das Museumsquartier offiziell eröffnet.

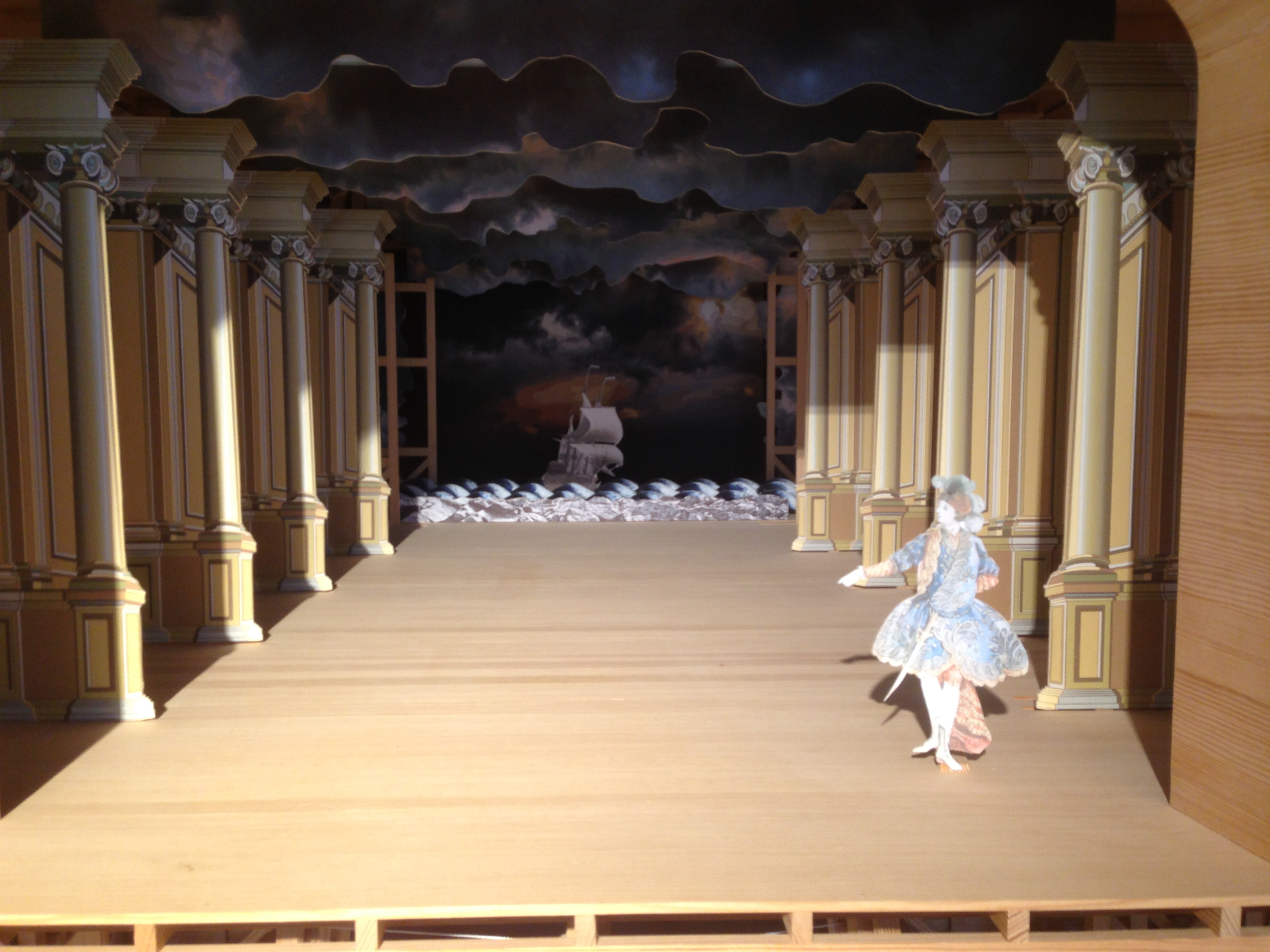
Opernmodell im Hasse-Museum
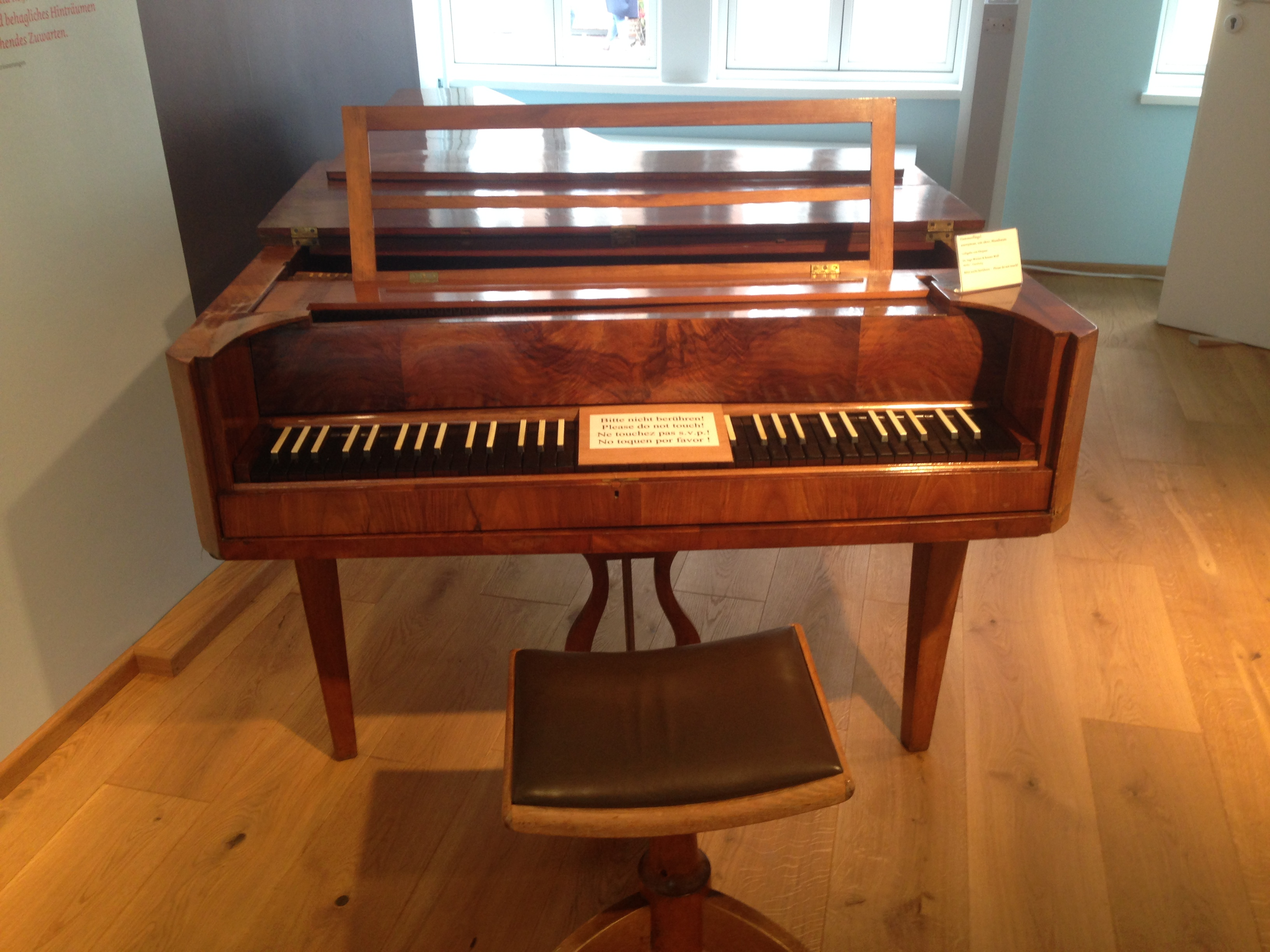
Hammerflügel im Mendelssohn-Museum
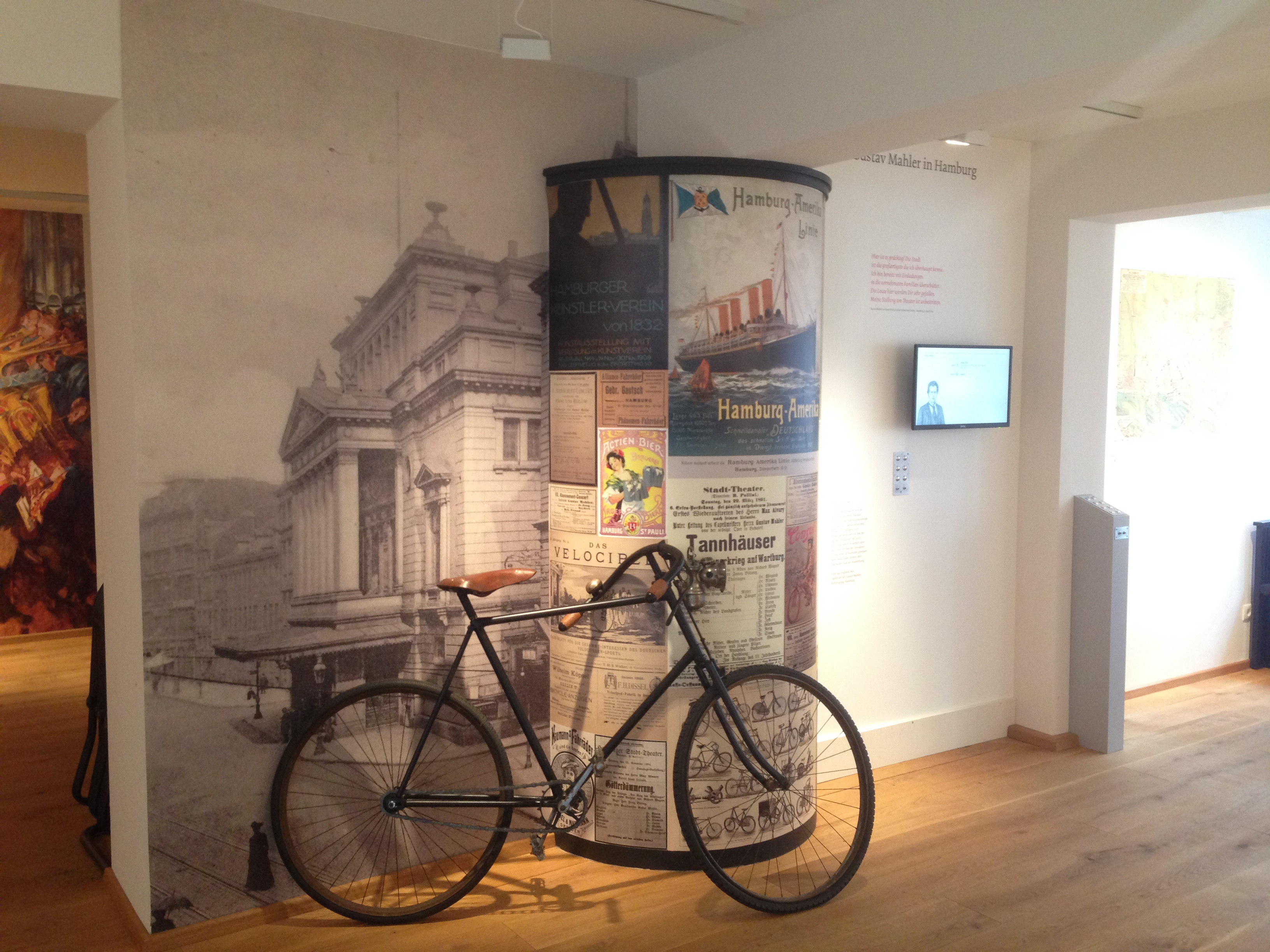
Mahler-Museum
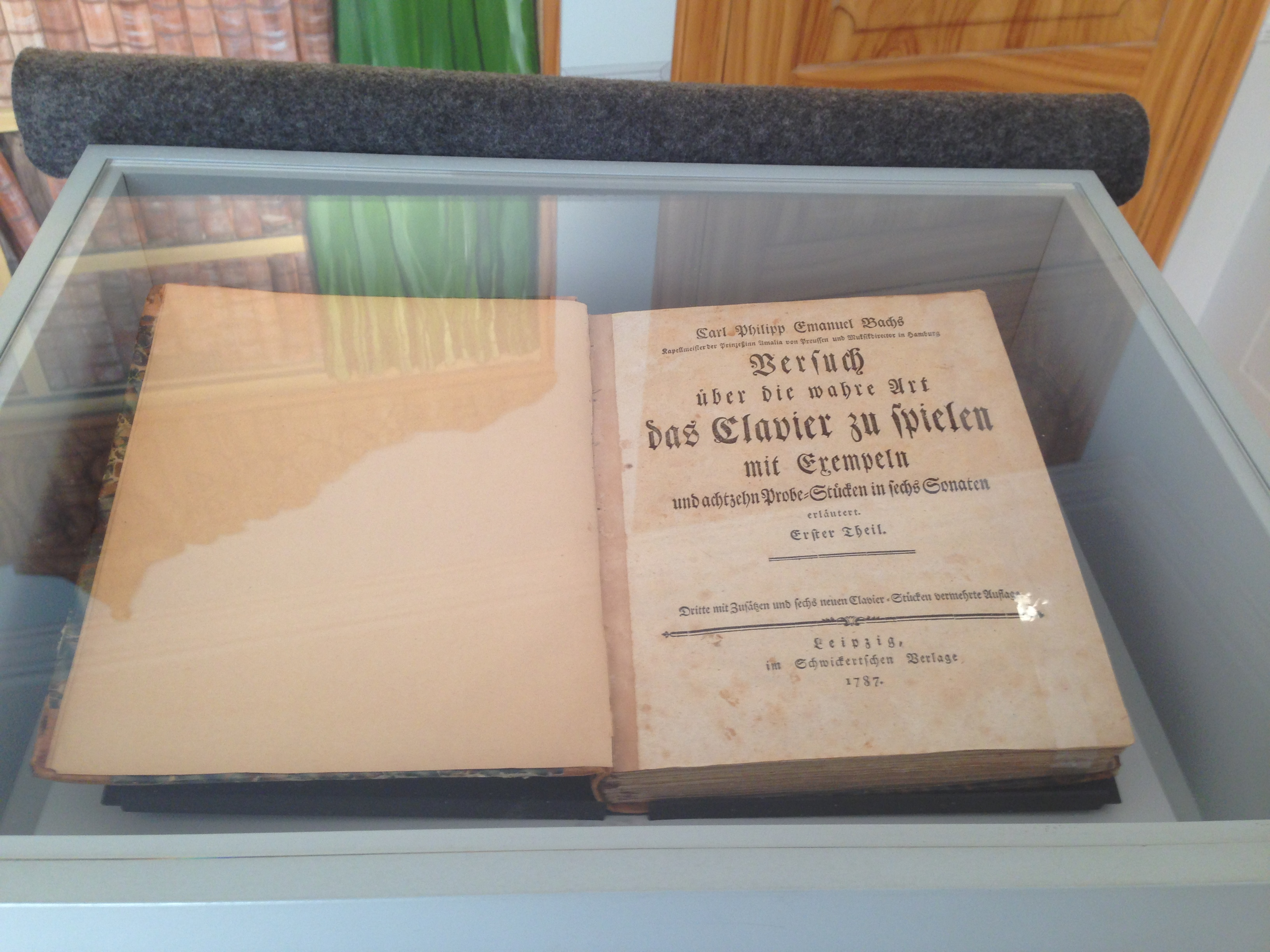
Ausstellungsstück im Bach-Museum